# Тушеві картини

Сосни (Хасеґава Тохаку, XVI столтіття)

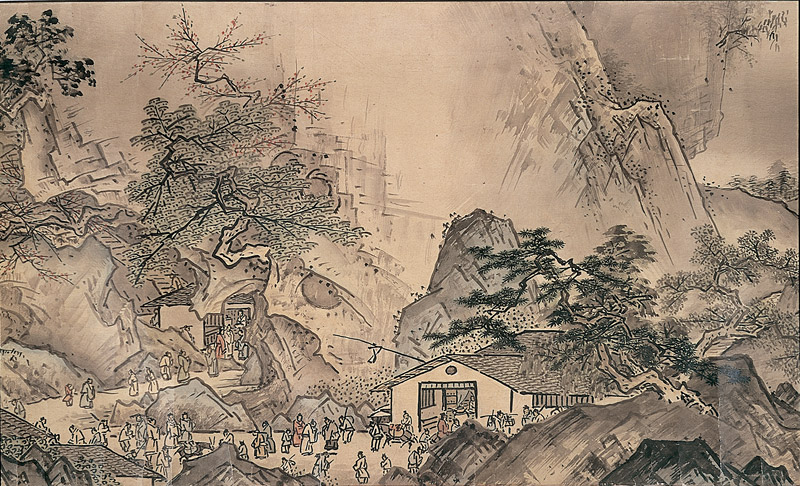
Пори року (Сессю, 1486)

Тушеві картини (кит.: 水墨畫; кор. 수묵화; яп. すいぼくが, «водно-тушеві картини») — різновид традиційного монохромного живопису у країнах Східної Азії. В Китаї відомий під назвою шуймо-хуа або го-хуа, в Кореї — сумук-хва, в Японії — суйбоку-ґа або сумі-е.

## Короткі відомості
Тушеві картини як вид живопису був винайдений в Китаї доби династії Тан (618—907) художником Ван Веєм. Подальший розвиток цей живопис отримав в часи правління династії Сун (960—1279). У X–XII століттях техніка малювання тушевих картин набула поширення у сусідніх Кореї, Японії та В'єтнамі.
Особливістю техніки тушевих картин є використання туші як основної фарби. Інші кольори практично не використовуються. Відтінки і передача кольорів наносяться шляхом розмивання чорнил водою. Темами картин виступають персонажі китайської чи буддистської міфології, ідеальні (тобто вигадані) пейзажі тощо.